# Rečica (Kladovo)
Pour les articles homonymes, voir Rečica.
Rečica (en serbe cyrillique : Речица) est un village de Serbie situé dans la municipalité de Kladovo, district de Bor. Au recensement de 2011, il comptait 23 habitants.

## Démographie
| 1948 | 1953 | 1961 | 1971 | 1981 | 1991 | 2002 | 2011 |
| ---- | ---- | ---- | ---- | ---- | ---- | ---- | ---- |
| 149  | 153  | 161  | 154  | 129  | 106  | 45   | 23   |

|  |